# Duna
Duna – typ parowozów wąskotorowych, zbudowanych przez Fablok w Chrzanowie w 1949 roku dla kolei rumuńskich, na tor szerokości 760 mm.

## Historia
Parowóz typu Duna (oznaczenie typu producenta) został opracowany w Fabryce Lokomotyw Fablok w Chrzanowie na zlecenie Rumunii, jako eksportowa wersja produkowanego dla PKP parowozu Px48, na tor o szerokości 760 mm. Do projektu wprowadzono wiele drobnych zmian. Główną zauważalną różnicę stanowił oddzielny zbieralnik pary i pojedyncza piasecznica na kotle (podobnie jak w parowozie Px29 będącym pierwowzorem Px48), zamiast zbieralnika połączonego z dwoma piasecznicami. Ponadto, zastosowano mniejszy dwuosiowy tender zamiast czteroosiowego, produkowany w zakładach Konstal w Chorzowie. Kotły były produkowane w Warszawskiej Fabryce Maszyn. Dalsze różnice stanowił hamulec parowy zamiast powietrznego oraz ogrzewanie parowe pociągu. Osprzęt był typowy dla polskich parowozów.
Zbudowano 10 takich lokomotyw, które zostały dostarczone Rumunii. Nosiły one numery fabryczne 2102-2111 i otrzymały na kolejach rumuńskich CFR numery od 764.51 do 764.60 (według innych źródeł, numery fabryczne 1990-1999 i oznaczenia 764.050 do 764.059, przy czym numer 050 znajduje potwierdzenie na zdjęciu obok, a tender numeru 056 stoi w muzeum w miejscowości Szybin).

## Opis
Parowóz wąskotorowy o układzie osi D, z silnikami bliźniaczymi na parę przegrzaną (Dh2) i doczepnym tendrem o układzie osi 2'. Budka maszynisty otwarta od tyłu, tender posiada kontrbudkę. Kocioł ze stojakiem półpromienistym i stalową skrzynią ogniową. Na kotle umieszczony zbieralnik pary, za nim piasecznica. Kocioł miał przegrzewacz pary Schmidta, z zaworem Łopuszyńskiego na komorze przegrzewacza do chłodzenia powietrzem elementów przegrzewacza przy zamkniętej przepustnicy. Zasilanie w wodę za pomocą dwóch inżektorów ssąco-tłoczących Friedmanna o wydajności 120 l/min.
Ostoja belkowa, ostojnice grubości 60 mm. Usprężynowanie górne, kombinowane. Dla pokonywania łuków o promieniu 35 m, koła drugiej osi miały zwężone obrzeża o 3 mm, a czwarta oś możliwość przesuwu na boki po 15 mm.
Bliźniacze silniki parowe z suwakami tłoczkowymi, o wlocie pary wewnętrznym. Mechanizm napędowy napędzał trzecią oś, pozostałe były wiązane. Mechanizm parorozdzielczy Heusingera z zawieszeniem wodzidła suwakowego Huna oraz nawrotnicą śrubową. Hamulec parowy. Parowóz nie był wyposażony w sprężarkę i hamulce pneumatyczne. Zderzak centralny typu tramwajowego. Oświetlenie początkowo naftowe.
Parowóz mógł ciągnąć po poziomym torze pociąg o masie 450 t z prędkością 15 km/h.